# 上巴尼奥利
上巴尼奥利（義大利語：Bagnoli di Sopra）是意大利威尼托大区帕多瓦省的一个市镇。总面积34.93平方公里，人口3789人，人口密度108.5人/平方公里（2009年）。国家统计（ISTAT）代码为028008。